# Miron Constantinescu
Miron Constantinescu (n. 13 decembrie 1917, Chișinău, Republica Democratică Moldovenească – d. 18 iulie 1974, București, România) a fost un sociolog marxist, istoric, om politic comunist român, membru titular al Academiei Române (1974).

## Biografie
Conform actelor, Miron Constantinescu s-a născut la Chișinău.
Conform lui Alexandru Bârlădeanu, Constantinescu s-ar fi născut de fapt la Odesa, pe atunci în Republica Populară Ucraineană. După unirea Basarabiei cu România, familia sa se mută la Arad, unde Miron Constantinescu își continuă studiile liceale. După ce le finalizează, se retrage pentru o scurtă perioadă la o mănăstire.
Apoi urmează Facultatea de Filozofie din București.
La începutul celui de-al Doilea Război Mondial, obține doctoratul în științe sociale cu un studiu intitulat: Unitățile sociale și marxismul.
S-a căsătorit cu Sulamita Constantinescu, de origine evreiască. Au avut 7 copii,
printre care doi fii numiți Horia, o fată, Ileana (1950?-2000) și un alt fiu, Radu. Primul Horia a murit de apendicită, iar al doilea Horia a murit tânăr într-un accident într-o vacanță montană. Fiica a suferit de schizofrenie, omorându-și mama în timpul unei crize. A fost internată într-un sanatoriu psihiatric din cartierul Voila din Câmpina.

## Cariera politică
A fost "primul boss roșu al Scânteii legale (de după 23 august 1944)".
Din punct de vedere politic, a fost activ încă din 1935, în rândurile UTC. În anul următor este membru al PCR.
Este arestat de către Siguranța Statului pentru activitate comunistă și condamnat la 10 ani de muncă forțată.
După căderea guvernării Ion Antonescu este eliberat, alături de ceilalți comuniști și în august 1944 este numit redactor-șef al „Scânteii”. A fost apoi membru în Biroul Politic (1948-1960), membru în CC al PCR (1945-1955, 1968-1974) și secretar al acestuia (1952-1954), președinte al Comisiei de Stat a Planificării (1949-1955) etc.
Ca șef al Comisiei de Stat a Planificării, Constantinescu a aplicat măsuri dure în cazul neîmplinirii planului de producție, punând-o pe seama unor ipotetici sabotori.
Astfel, Alexandru Bârlădeanu relata:
"Când conducea Miron (Constantinescu, n.n.) economia, se căutau “sabotori” și “dușmani de clasă” pentru economia care nu mergea, din cauză că se baza pe lucruri incerte. De pildă, producția se planifica pe materiile de import, dar nu se prevedea în plan, cu ce exporturi compensăm sau pe ce bază plătim."
Raportul secret prezentat de Nikita Sergheevici Hrușciov la Congresul al XX-lea al PCUS, în februarie 1956, prin care era condamnat – printre altele – și „cultul personalității”, l-a făcut pe Miron Constantinescu să creadă că ar fi momentul propice de a-l înlătura de la putere pe Gheorghe Gheorghiu-Dej, asociindu-se în această acțiune cu Iosif Chișinevschi. Dintre membrii Biroului Politic, cei doi au reușit să câștige doar sprijinul lui Constantin Pârvulescu, dar nu și pe al lui Alexandru Moghioroș. Ședința Biroului Politic al CC din 3-12 aprilie 1956 a fost un veritabil semnal de alarmă pentru ei, demonstrându-le că Gheorghiu-Dej se bucura de o poziție solidă și de numeroși susținători. Alături de Iosif Chișinevschi, Constantinescu a fost exclus din conducerea partidului în 1957.
Este readus în viața politică de Nicolae Ceaușescu, devenind ministru al învățământului (1969-1970), vicepreședinte al Consiliului de Stat (1972-1974), rector al Academiei „Ștefan Gheorghiu” (1970-1972), președinte al Marii Adunări Naționale.
Miron Constantinescu a fost deputat în Marea Adunare Națională în sesiunile din perioadele 1948 - 1961 și 1970 - 1974.

## Cărți
- Integrarea socială a tineretului: Cercetări sociologice contemporane, co-editor, București, 1969[7]
- Desăvârșirea unificării statului național român. Unirea Transilvaniei cu vechea Românie, co-autor, București, 1968
- Amintiri din închisoare: (Însemnări contemporane și autobiografice), co-editor, București, 1972
- Istoria României, (co-editor), București, 1974[8]

## Distincții
- Medalia „A cincea aniversare a Republicii Populare Române” (24 decembrie 1952) „pentru lupta și munca duse în vederea făuririi, consolidării și prosperării Republicii Populare Române”[9]
- Medalia „40 de ani de la înființarea Partidului Comunist din Romînia” (6 mai 1961) „pentru activitate îndelungată în mișcarea muncitorească și merite în opera de construire a socialismului”[10]
- titlul de Erou al Muncii Socialiste și medalia de aur „Secera și ciocanul” (4 mai 1971) „cu prilejul aniversării a 50 de ani de la constituirea Partidului Comunist Român, [...] pentru activitate îndelungată în mișcarea muncitorească și merite deosebite în opera de construire a socialismului în patria noastră”[11]
- Medalia „25 de ani de la proclamarea Republicii” (26 decembrie 1972) „pentru merite deosebite în opera de construire a socialismului, cu prilejul aniversării a 25 de ani de la proclamarea Republicii”[12]